# Psihologia aplicată în domeniul securității naționale
Psihologia aplicată în domeniul securității naționale reprezintă o specialitate în psihologie ce poate fi dobândită prin parcurgerea procedurilor Comisiei de psihologie pentru apărare, ordine publică și siguranță națională din cadrul Colegiului Psihologilor din România. Obținerea atestatului de liberă practică în această specialitate este obligatorie pentru:
a) psihologii care desfășoară unele sau toate activitățile prevăzute la art. 5 din Legea nr. 213/2004 în ministerele și instituțiile cu atribuții în domeniul apărării, ordinii publice și siguranței naționale;
b) psihologii care, în condițiile legii, avizează psihologic persoanele care solicită permis de armă.
Psihologul atestat în specialitatea ”psihologie aplicată în domeniul securității naționale” are toate competențele psihologului atestat în specialitatea ”psihologia muncii și organizațională”, pe trepte similare de specializare (Hotărârea Guvernului României nr. 788 din 14 iulie 2005).